# Reacció de Knoevenagel
La reacció de Knoevenagel és una modificació de la condensació aldòlica descoberta pel químic alemany Emil Knoevenagel. És una addició nucleòfila d'un anió de metilè actiu (carbanió) a un compost carbonílic (aldehid o cetona), seguida d'una reacció de deshidratació catalitzada per una base (mecanisme E1cB). El producte format després de la deshidratació és un compost carbonílic α,β-insaturat, terme habitual de la condensació aldòlica.
El metilè actiu és un grup metilè en el qual els dos substituents units són grups acceptors forts d'electrons (EWG). Tal cosa aconsegueix augmentar l'acidesa del metilè fins a valors de pKa entre 10 i 15, que si es compara amb l'acidesa en alfa de carbonil (aproximadament pKa=25) permet aconseguir una selectivitat difícil d'aconseguir en química òrganica. Els grups acceptors més comuns són carbonils (aldehids, cetones, àcids carboxílics, èsters ...), nitrils i grups nitro.
Aquesta reacció és catalitzada per una base. No és necessari l'ús d'una base molt forta, ja que solament s'ha d'ionitzar el grup metilè i l'ús d'una base més forta podria ionitzar altres punts de la molècula, amb la consegüent formació de subproductes de reacció. Normalment, s'utilitza una amina basica com a catalitzador.
La reacció de condensació Knoevenagel del benzaldehíd amb nitroalcans esdevingué un mètode clàssic per a la preparació de nitroalquens, que són uns intermedis de síntesi molt valuosos en la síntesi d'anells heterocíclics.

## Mecanisme
Un hidrogen del metilè actiu pot ser sostret per una base, preferiblement no molt forta, formant un anió moderadament reactiu que ataca al carboni carbonílic, per formar un intermedi tetraèdric alcòxid que per es protona per generar un alcohol terciari. Aquest intermedi està present en unes concentracions molt baixes que en algun cas es pot arribar a detectar amb mètodes analítics a nivell de traces, però exceptuant algun cas especial, no es pot aïllar. La detecció d'aquest intermedi és útil per a provar la validesa d'aquest mecanisme. Seguidament aquest intermedi sofreix una deshidratació catalitzada per base, mitjançant el mecanisme E1cB, formant un doble enllaç.
La isomeria del doble enllaç ve donada per la diferència d'estabilitat i impediment estèric entre els isòmers Z i E, ja que en l'intermedi tetraèdric el futur doble enllaç és un enllaç senzill i permet la rotació de l'enllaç, establint-se una població en funció de l'estabilitat.

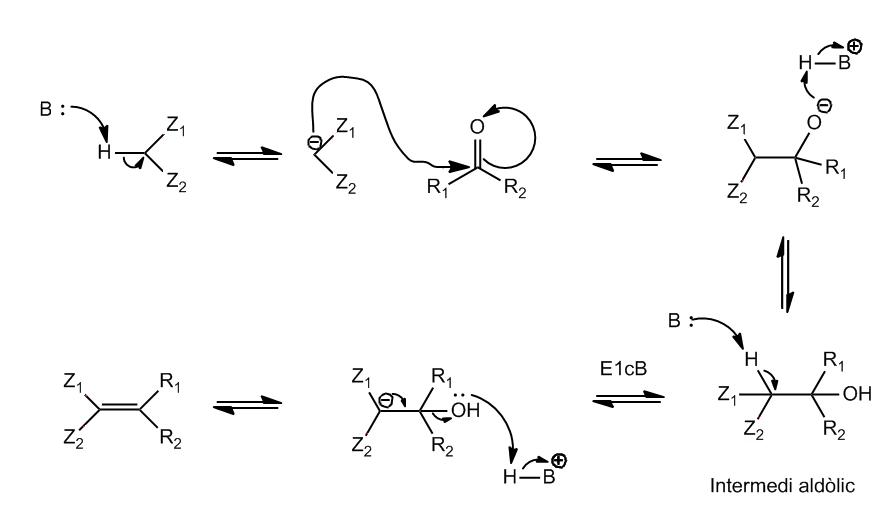
Mecanisme complet i general per reacció de Knoevenagel